# Rotberg (Mitwitz)
Rotberg ist ein Gemeindeteil des Marktes Mitwitz im Landkreis Kronach (Oberfranken, Bayern).

## Geographie
Die Einöde liegt inmitten des Leutendorfer Forstes am Westhang des Heidelberges (516 m ü. NHN), einer Erhebung des Obermainischen Hügellandes. Ein Anliegerweg führt 1,5 km westlich nach Leutendorf.

## Geschichte
Rotberg gehörte ursprünglich zur Gemeinde Leutendorf. Am 1. Januar 1976 wurde diese im Zuge der Gebietsreform in Bayern nach Mitwitz eingegliedert.

### Einwohnerentwicklung
| Jahr        | 001925 | 001950 | 001961 | 001970 | 001987 |
| Einwohner   | 11     | 11     | 11     | 6      | 11     |
| Wohngebäude | 2      | 2      | 2      |        | 2      |
| Quelle      | [ 4 ]  | [ 5 ]  | [ 6 ]  | [ 7 ]  | [ 1 ]  |

## Religion
Der Ort ist evangelisch-lutherisch geprägt und nach St. Matthäus (Gestungshausen) gepfarrt.